# Alexey Tolstoy (cráter)
Alexey Tolstoy es un cráter de impacto de grandes proporciones del planeta Marte situado a -47.8° Norte y 234.8° Oeste (-47.5° Norte y 125.2° Este). El impacto causó una abertura de 95 kilómetros de diámetro en la superficie del cuadrángulo MC-29 del planeta. El nombre fue aprobado en 1982 por la Unión Astronómica Internacional en honor al escritor soviético Alekséi Nikoláyevich Tolstói.